# Vive Brasil
Vive Brasil fue un docu-reality chileno producido y transmitido por Mega y grabado en Brasil, el anfitrión del mundial de fútbol 2014. Fue estrenado el 25 de mayo de 2014 y finalizó el 15 de junio de 2014. Estuvo conducido por distintos famosos en Chile que fueron divididos en tríos para mostrar los ámbitos culturales, económicos y sociales de las ciudades brasileñas a las que fueron enviados respectivamente.

## Formato
Vive Brasil es un programa que muestra las ciudades que alojaron a los 36 países clasificados a la Copa Mundial de Fútbol de 2014 entre los que se encuentra Chile. Podemos ver, entre otros, a Karla Constant, Fernando Godoy, Patricia Maldonado, Pamela Díaz, Pablo Zúñiga y Karen Bejarano. Además, cuenta con la participación especial de Daniela Aránguiz, Luciano “Maluco” Cardoso, Francini y Flaviana. Estos personajes muestran los distintos mundos dentro de la nación brasileña: sus lugares más interesantes, personalidades destacadas, costumbres y atractivas historias de chilenos que dejaron todo por el país que albergará la fiesta más importante del fútbol, la copa del mundo.

## Equipo del Programa
| Presentadores                  | Guía                                      | Ciudades (brasileñas)     |
| ------------------------------ | ----------------------------------------- | ------------------------- |
| Karla Constant Fernando Godoy  | Flaviana Seeling                          | Salvador Fortaleza        |
| Karen Bejarano Pablo Zúñiga    | Francini Amaral                           | Cuiabá Pantanal amazónico |
| Pamela Díaz Patricia Maldonado | Luciano "Maluco" Cardoso Daniela Aránguiz | Río de Janeiro São Paulo  |

## Audiencia
Episodio más visto.

     Episodio menos visto.
| 1 | 1 | Domingo | 25 de mayo  | 23:48 - 00:46 | 16,1 | Tercero | [ 4 ] |
| 2 | 2 | Domingo | 1 de junio  | 23:47 - 00:49 | 17,4 | Tercero | [ 5 ] |
| 3 | 3 | Domingo | 8 de junio  | 23:47 - 00:53 | 13,4 | Quinto  | [ 6 ] |
| 4 | 4 | Domingo | 15 de junio | 23:47 - 00:53 | 17,1 | Segundo | [ 7 ] |